# 紋波石斑魚
紋波石斑魚，俗名為石斑、過仔魚、花狗斑，為輻鰭魚綱鱸形目鱸亞目鮨科的其中一個種。

## 分布
本魚分布於印度洋－西太平洋區，包括東非、日本南部、台灣、澳洲、新喀里多尼亞、法屬波里尼西亞等海域。

## 深度
水深12至150公尺。

## 特徵
本魚口大；上下頜前端具小犬齒或無，兩側齒細尖，下頜約2-4列，體呈黑褐色，頭部、體側、奇鰭均散布有白色斑點，在體側白色斑點相連為不規則的波浪形斑紋。前鰓蓋骨後緣具鋸齒，下緣光滑。鰓蓋骨後緣具3扁棘。上下頷骨下方黑褐色，背鰭鰭條部、臀鰭及尾鰭邊緣均白色。胸鰭寬大，後緣圓形，尾鰭圓形，背鰭硬棘6枚，背鰭軟條14至16枚；臀鰭硬棘3枚，軟條8枚。體被細小櫛鱗；側線鱗孔數48至53枚；縱列鱗數95至109枚。體長可達50公分。幼魚體褐色，散佈許多小白點，隨著成長漸變成短白線紋。

## 生態
為軟水性珊瑚礁及沿岸魚類，喜歡棲息在多岩石的淺海中。屬肉食性魚類，以小魚、蝦、蟹等節肢動物為食物。

## 經濟利用
具經濟價值的食用魚，適合清蒸。